# Penstemon bicolor
Penstemon bicolor là một loài thực vật có hoa trong họ Mã đề. Loài này được (Brandegee) Clokey & D.D. Keck mô tả khoa học đầu tiên năm 1939.

## Hình ảnh

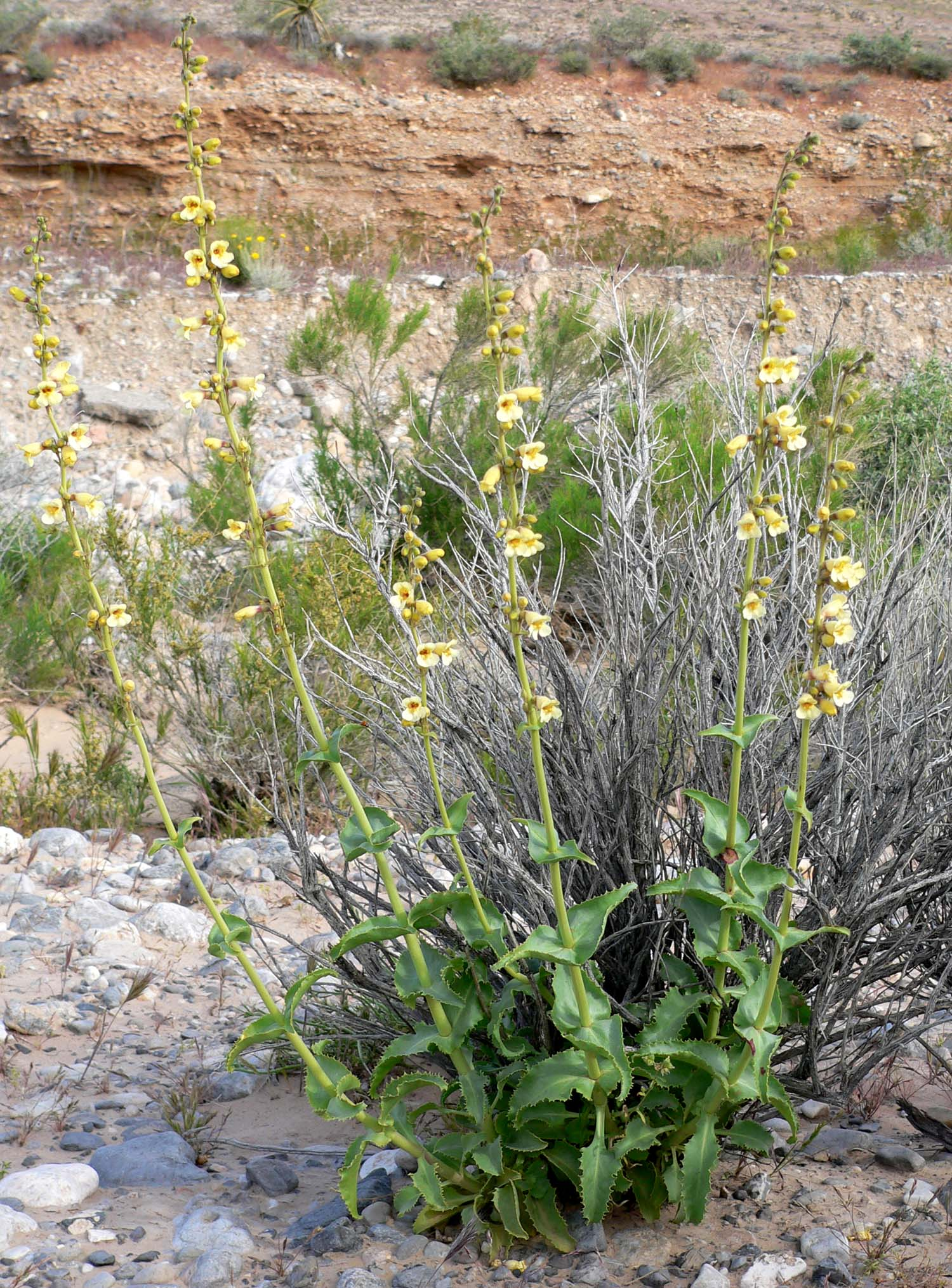
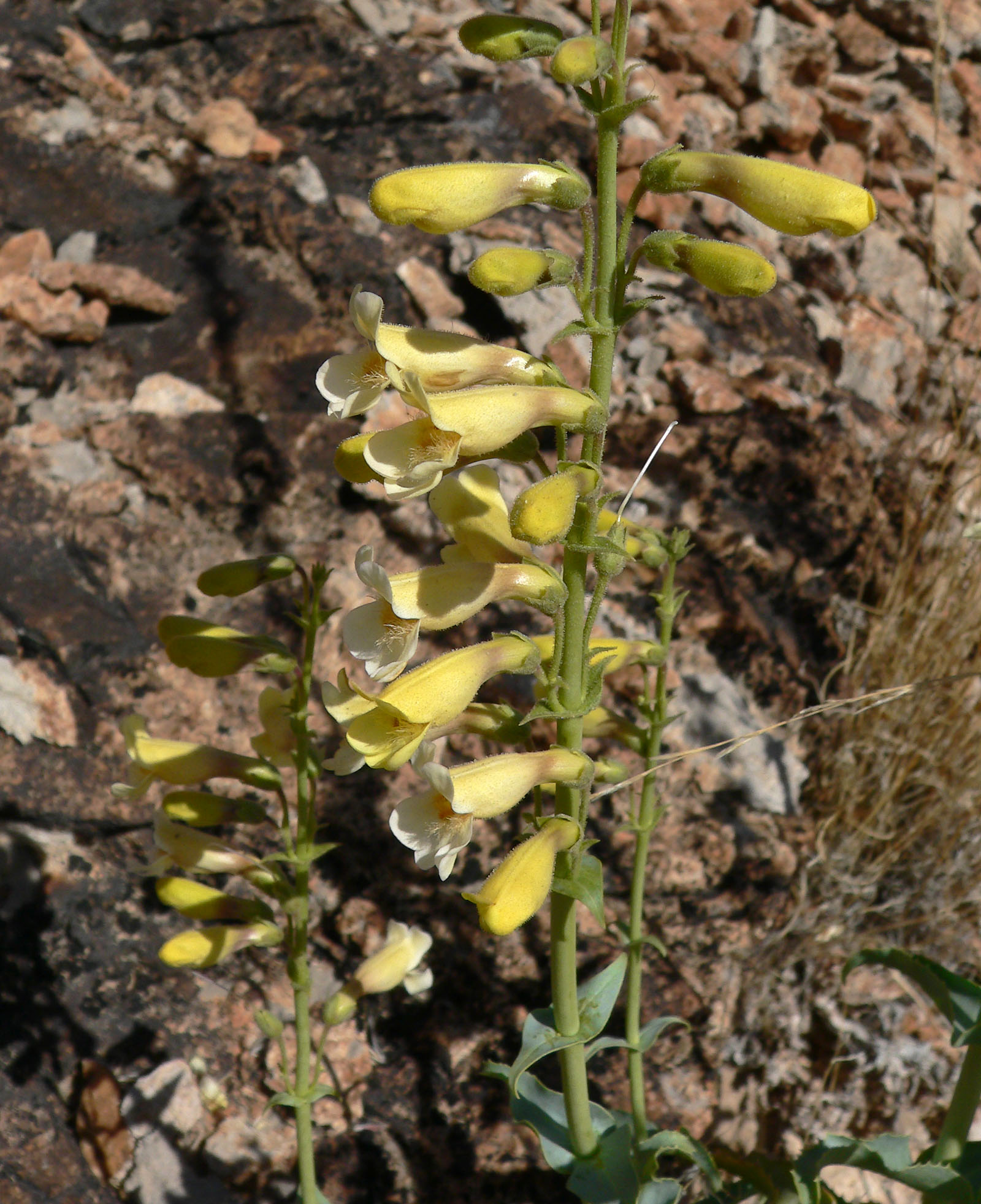
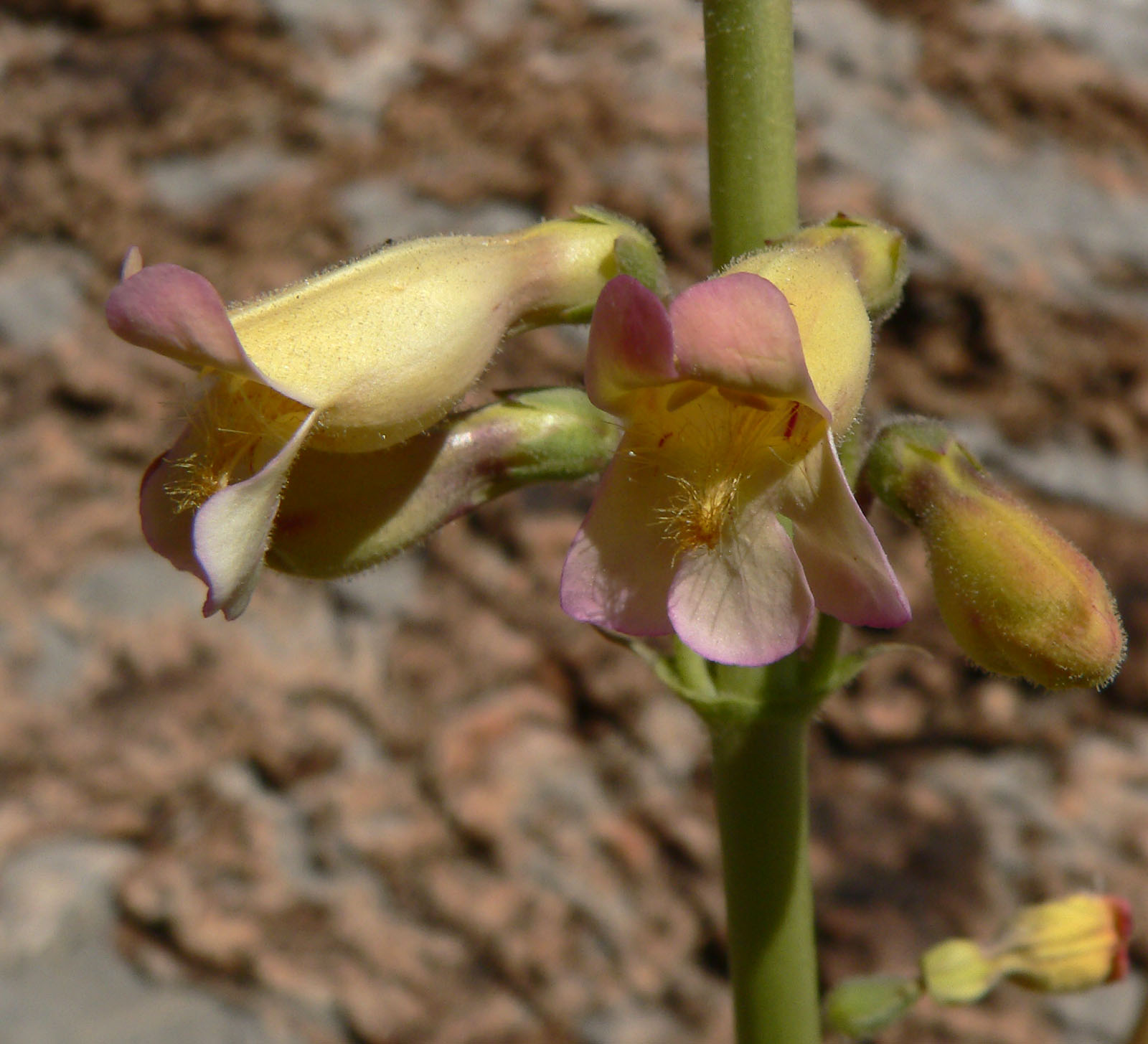
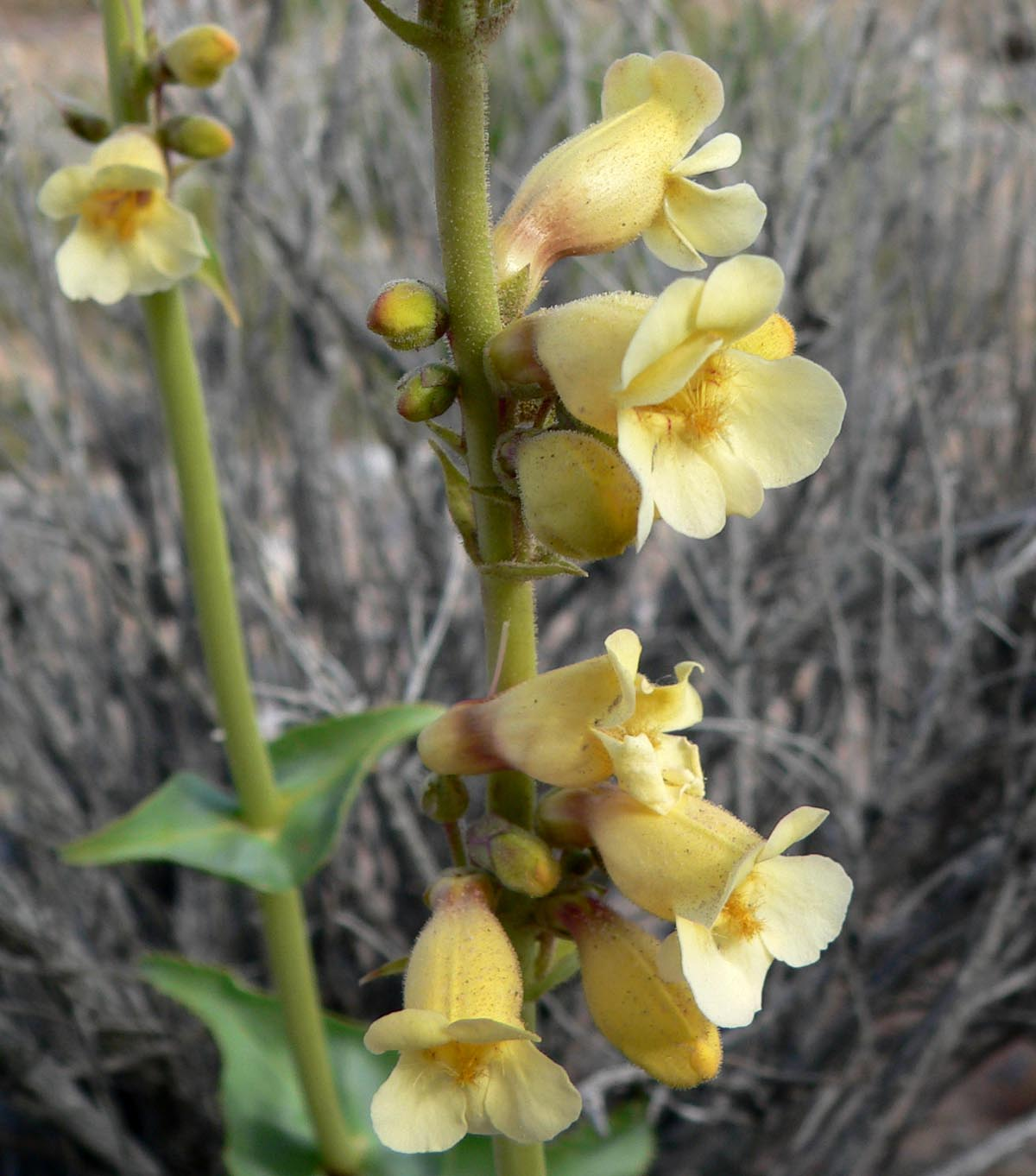